# Markoye
Markoye là một tổng thuộc  Oudalan (tỉnh) ở phía bắc  Burkina Faso. Thủ phủ là thị xã thị xã cùng tên. Dân số năm 2006 là 29.988 người

## Các thị xã và làng xã
Bôm, Dambam I, Dambam II. Darkoye-Wara-Wara, Deibanga-Tafororat, Deibanga-Timbossosso, Goungam, Ichagarnine, Idamossen, Iklan-Idamossen, Iklan-Oudalan, Inawas, Kel-Arabo, Kel-Tafadès, Kel-Tamisgueit, Konsi, Kouna, Salmossi, Tambao, Tandabatt, Tandiollel, Tin-Agadel, Tin-Zonbaraten, Tokabangou, Tollel–Kaya và Weldé-Tondobanda.